# سنتینل-۳
سنتینل-۳ (انگلیسی: Sentinel-3) نام یک مجموعه ماهواره دیدبانی زمین است که توسط آژانس فضایی اروپا به عنوان بخشی از برنامه کوپرنیک توسعه یافته است.
برنامه کوپرنیک پروژه‌ای اروپایی با هدف تثبیت توانایی اروپا در دیدبانی زمین است و به منظور دسترسی مقامات اروپا و دیگر کشورهای به اطلاعات دقیق جهت مدیریت محیط، فهم و کاهش اثرات تغییر اقلیم طراحی شده است.
هدف اصلی مأموریت سنتینل-۳ اندازه‌گیری توپوگرافی سطح اقیانوس، دمای سطح زمین و دریا، اندازه‌گیری رنگ سطح زمین و اقیانوس با دقت مورد نیاز جهت سامانه‌های پیش‌بینی وضعیت اقیانوس‌ها و پایش‌های زیست‌محیطی و اقلیمی است.
سنتینل-۳ به عنوان جایگزین ماهواره‌های پیشرو سنجش از دور اروپا و انویست ساخته شده است. داده‌های تقریباً آنی این ماهواره در پیش‌بینی وضعیت اقیانوس، پایش وضعیت یخ‌های دریا و سامانه‌های ایمنی دریایی در سطح اقیانوس شامل پایش دمای سطحی، اکوسیستم‌های دریایی، کیفیت آب و آلودگی دریایی به‌کار خواهد رفت.

## نگارخانه

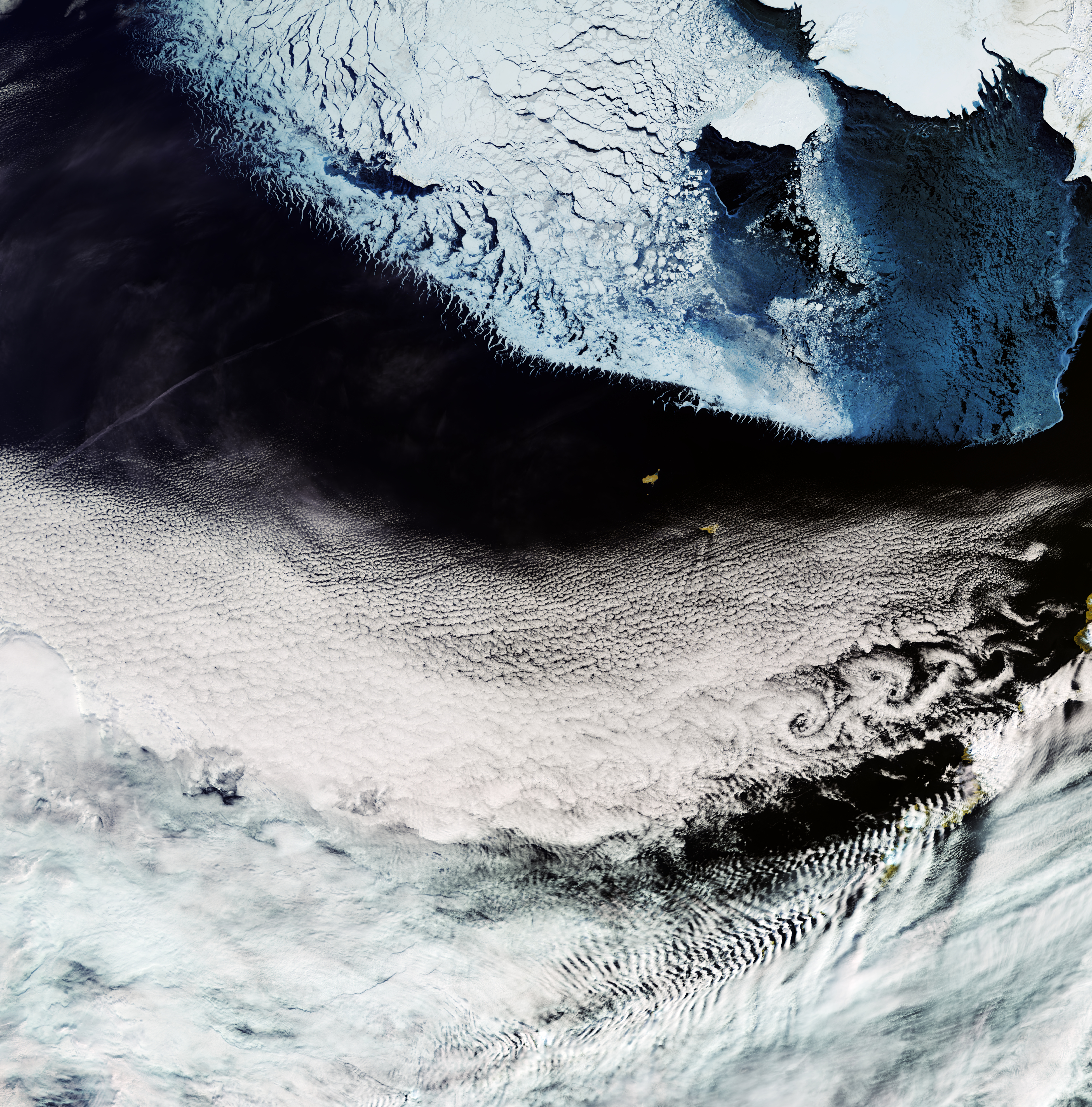
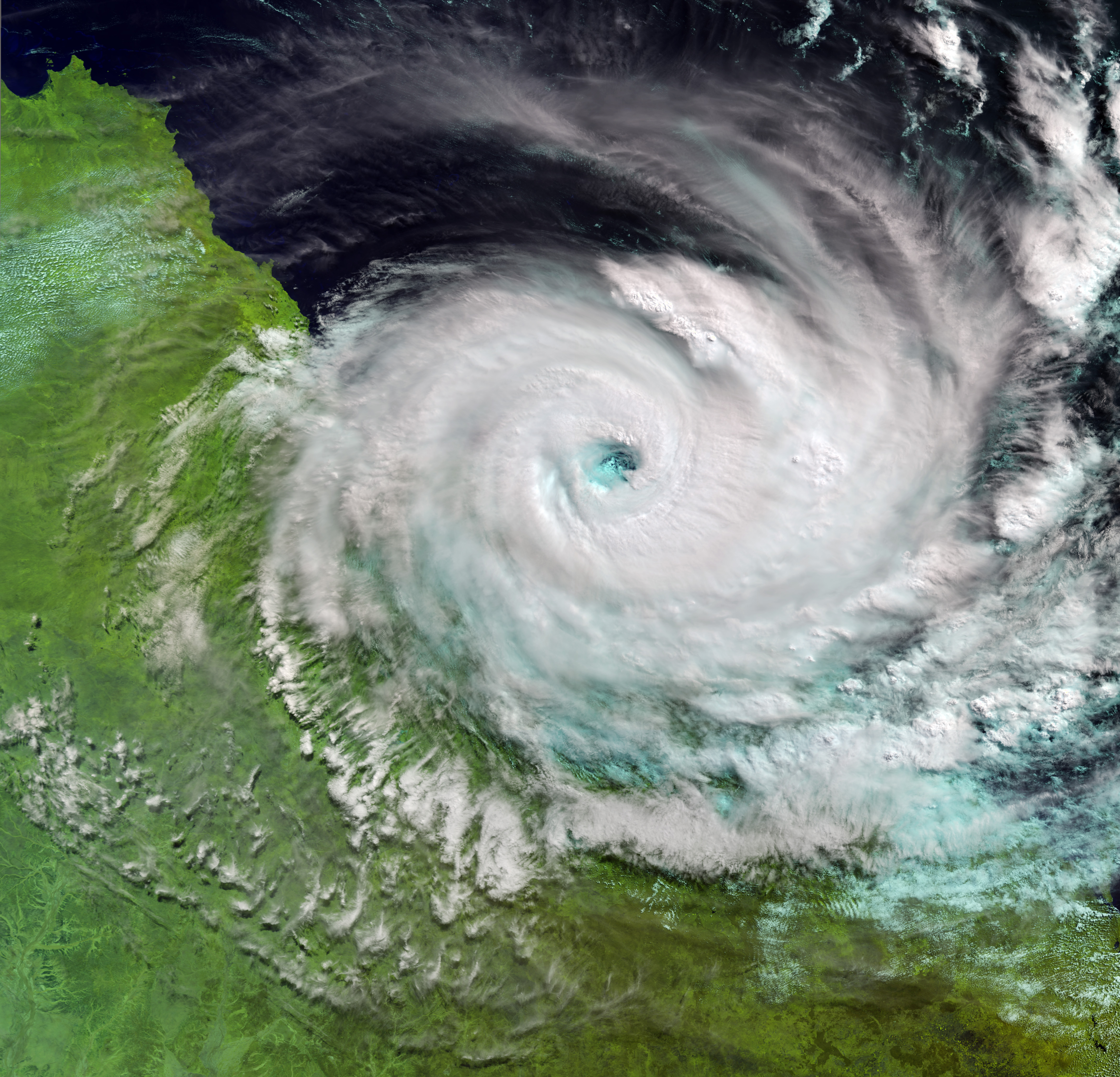
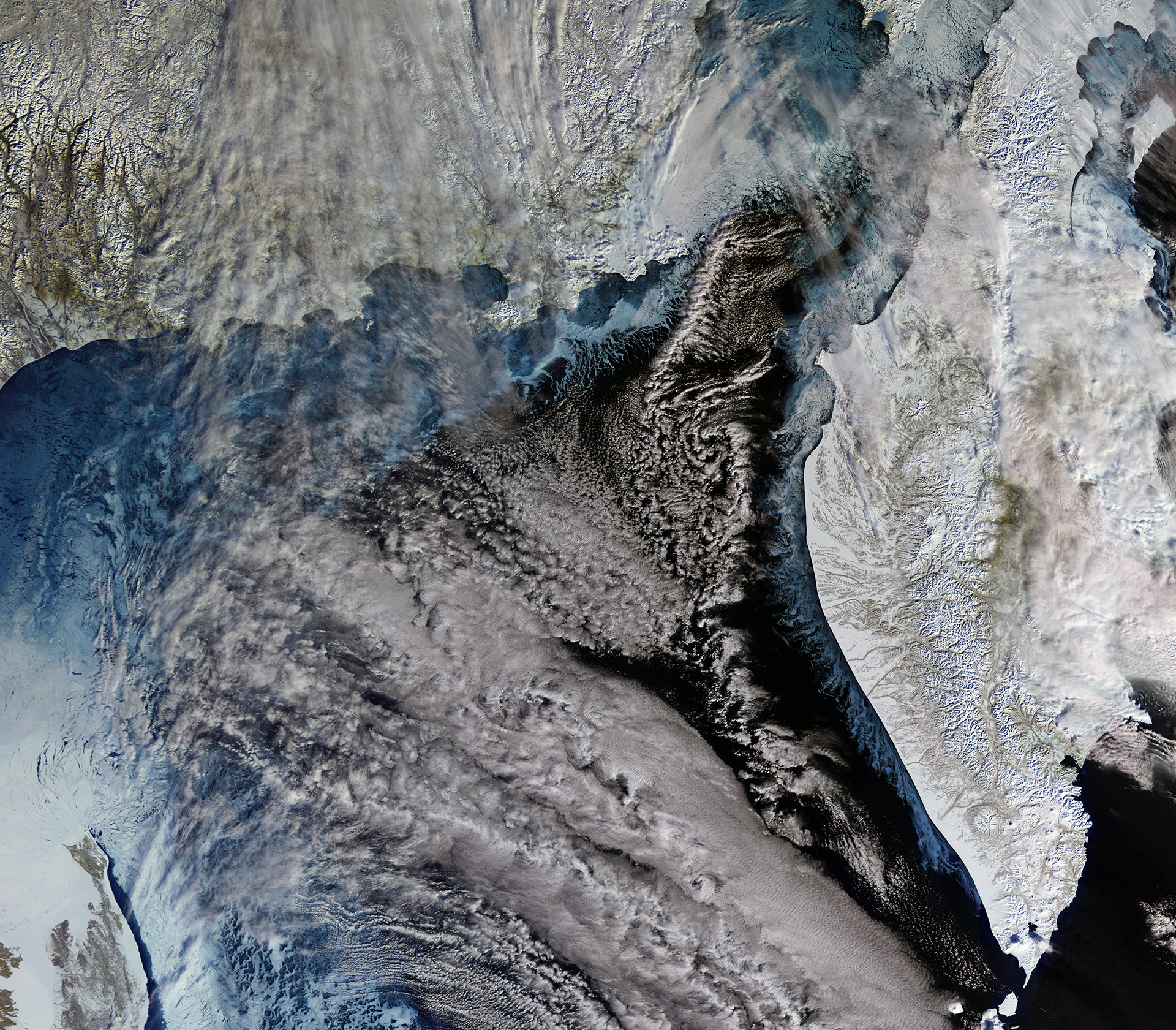